# Cinco

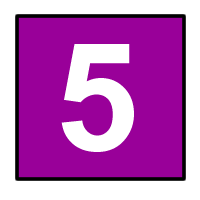
Numeral cinco

O cinco (5) é o número natural que segue o quatro e precede o seis. Na numeração romana representa-se com um V. É o único número escrito na língua portuguesa que se escreve com o mesmo número de letras que o valor que representa.

## Matemática
O 5 é o terceiro número primo, depois do 3 e antes do 7.
O cinco é o segundo número de Fermat (n=1), depois do 3 e antes do 17.
É o terceiro número primo de Sophie Germain.
É o quinto número da Sequência de Fibonacci.

## Lista de Cálculos Básicos
| Multiplicação             | 1 | 2  | 3  | 4  | 5  | 6  | 7  | 8  | 9  | 10 |  | 11 | 12 | 13 | 14 | 15 | 16 | 17 | 18 | 19 | 20  |
| ------------------------- | - | -- | -- | -- | -- | -- | -- | -- | -- | -- |  | -- | -- | -- | -- | -- | -- | -- | -- | -- | --- |
| {\displaystyle 5\times x} | 5 | 10 | 15 | 20 | 25 | 30 | 35 | 40 | 45 | 50 |  | 55 | 60 | 65 | 70 | 75 | 80 | 85 | 90 | 95 | 100 |

| Divisão                 | 1   | 2   | 3                                 | 4    | 5 | 6                                  | 7                                                    | 8     | 9                                 | 10  |
| ----------------------- | --- | --- | --------------------------------- | ---- | - | ---------------------------------- | ---------------------------------------------------- | ----- | --------------------------------- | --- |
| {\displaystyle 5\div x} | 5   | 2.5 | {\displaystyle 1.{\overline {6}}} | 1.25 | 1 | {\displaystyle 0.8{\overline {3}}} | {\displaystyle 0.{\overline {7}}1428{\overline {5}}} | 0.625 | {\displaystyle 0.{\overline {5}}} | 0.5 |
| {\displaystyle x\div 5} | 0.2 | 0.4 | 0.6                               | 0.8  | 1 | 1.2                                | 1.4                                                  | 1.6   | 1.8                               | 2   |

| Exponenciais            | 1 | 2  | 3   | 4    | 5    | 6     | 7     | 8      | 9       | 10      |
| ----------------------- | - | -- | --- | ---- | ---- | ----- | ----- | ------ | ------- | ------- |
| {\displaystyle 5^{x}\,} | 5 | 25 | 125 | 625  | 3125 | 15625 | 78125 | 390625 | 1953125 | 9765625 |
| {\displaystyle x^{5}\,} | 1 | 32 | 243 | 1024 | 3125 | 7776  | 16807 | 32768  | 59049   | 100000  |